# 푸에르토리코의 기

푸에르토리코의 기

푸에르토리코의 기는 1892년에 제정되었고 1995년에 현재 모습으로 수정되었다.
현재의 기는 1952년부터 1995년까지 사용되었던 기에 그려져 있었던 삼각형의 바탕색을 남색에서 파란색으로 수정한 형태의 디자인이다. 쿠바의 국기에서 빨간색과 파란색이 바뀐 형태이며 미국의 국기와 거의 비슷하다.
기의 원형은 1892년에 제정된 기로, 빨간색과 하얀색 두 가지 색으로 구성된 가로 줄무늬 바탕에 깃대 쪽으로 하늘색 삼각형이 그려져 있으며, 하늘색 삼각형 안에 하얀색 별이 그려진 형태의 디자인을 한 기였다.
빨간색과 하얀색 두 가지 색으로 구성된 다섯 개의 가로 줄무늬 바탕에 깃대 쪽으로 파란색 삼각형이 그려져 있으며, 파란색 삼각형 안에는 하얀색 별이 그려져 있다. 빨간색은 피를, 하얀색은 승리와 평화를, 파란색은 하늘과 바다를 의미하며, 하얀색 별은 나라를, 삼각형은 입법권, 행정권, 사법권을 의미한다.

## 역대 푸에르토리코의 기

1868년
1895년-1952년
1952년-1999년
1948년 하계 올림픽과 1952년 하계 올림픽 당시 사용한 기

## 같이 보기
- 푸에르토리코의 문장
- 푸에르토리코의 문장